# 黑肛莖鱂
黑肛莖鱂，為輻鰭魚綱鯉齒目鯉齒亞目花鳉科的其中一種，分布於中美洲瓜地馬拉至巴拿馬大西洋岸的淡水流域，本魚體灰色，腹部近臀鰭基部具一深藍色的亮點，體長可達7公分，棲息在沙泥底質的溪流、溝渠，屬雜食性，以藻類、昆蟲等為食，可作為觀賞魚。

## 擴展閱讀
維基物種上的相關：黑肛莖鱂